# Ignas Brazdeikis
Ignas Brazdeikis (* 8. Januar 1999) ist ein kanadisch-litauischer Basketballspieler. Der Flügelspieler steht bei Žalgiris Kaunas unter Vertrag.

## Laufbahn
Brazdeikis kam in Litauen, dem Heimatland seiner Eltern, zur Welt. Die Familie wanderte zunächst nach Chicago in die Vereinigten Staaten aus und zog dann erst ins kanadische Winnipeg sowie später innerhalb des Landes in die Provinz Ontario um.
Brazdeikis spielte in Kanada für die Mannschaft der Orangeville Prep, andere bekannte Absolventen sind Jamal Murray und Thon Maker. Im September 2017 gab er seine Entscheidung bekannt, ab der Saison 2018/19 für die University of Michigan in den USA unter Trainer John Beilein zu spielen. 2018 nahm er als Mitglied der Weltauswahl an der Talenteschau Nike Hoop Summit teil. Brazdeikis verbrachte nur ein Spieljahr an der University of Michigan: Er wurde 2018/19 in 37 Partien eingesetzt und stand stets in der Anfangsaufstellung. Brazdeikis erzielte dabei pro Spiel im Durchschnitt 14,8 Punkte und 5,4 Rebounds.
Im April 2019 gab er seinen Wechsel ins Profigeschäft bekannt. Die Sacramento Kings sicherten sich die Rechte an dem Flügelspieler beim Draftverfahren der NBA im Juni 2019 an 47. Stelle und gaben ihn anschließend an die New York Knicks ab.
Ende März 2021 landete der Kanadier im Rahmen eines Tauschgeschäfts, das drei Mannschaften umfasste, bei den Philadelphia 76ers.
Im August 2021 unterschrieb er einen Zwei-Wege-Vertrag bei den Orlando Magic. Nach 42 Spielen für Orlando (5 Punkte/Spiel) und insgesamt 64 in der NBA verließ er Nordamerika, wechselte in der Sommerpause 2022 zu Žalgiris Kaunas nach Litauen. Mit der Mannschaft gewann Brazdeikis 2023 die litauischen Meisterschaft sowie den Pokalwettbewerb. In 40 Einsätzen in der litauischen Liga kam er auf durchschnittlich 8,6 Punkte. In der Euroleague lag sein Mittelwert während des Spieljahres 2022/23 bei 11,6 Punkten je Begegnung.
Ende September 2023 wurde Brazdeikis von Olympiakos Piräus (Griechenland) verpflichtet. Er kehrte im Sommer 2024 zu Žalgiris Kaunas zurück. 2025 wurde er mit Kaunas wieder litauischer Meister.

### Nationalmannschaft
Brazdeikis nahm mit den Nationalmannschaften Kanadas an der U16-Amerikameisterschaft im Jahr 2015 sowie an der U17-Weltmeisterschaft 2016 teil. Bei der U17-WM war er mit 14,7 Punkten pro Spiel zweitbester Werfer der kanadischen Auswahl hinter R.J. Barrett.
Im Herrenbereich wurde Brazdeikis in die litauische Nationalmannschaft berufen, 2022 nahm er an der Europameisterschaft teil. 2023 trat er mit der Mannschaft bei der Weltmeisterschaft an. Er erzielte im Turnierverlauf 11 Punkte je Begegnung und wurde mit Litauen WM-Sechster.

## Karriere-Statistiken

### NBA

#### Hauptrunde
| Saison  | Team                              | GP | GS | MPG  | FG % | 3P % | FT % | RPG | APG | SPG | BPG | PPG |
| ------- | --------------------------------- | -- | -- | ---- | ---- | ---- | ---- | --- | --- | --- | --- | --- |
| 2019–20 | New York                          | 9  | 0  | 5.9  | .273 | .111 | .800 | 0.6 | 0.4 | 0.0 | 0.1 | 1.9 |
| 2020–21 | New York / Philadelphia / Orlando | 13 | 0  | 19.2 | .422 | .393 | .714 | 3.5 | 1.3 | 0.3 | 0.2 | 7.0 |
| 2021–22 | Orlando                           | 42 | 1  | 12.8 | .431 | .310 | .656 | 1.7 | 0.9 | 0.2 | 0.1 | 5.0 |
| Gesamt  | Gesamt                            | 64 | 1  | 13.1 | .416 | .315 | .686 | 1.9 | 0.9 | 0.2 | 0.1 | 5.0 |